# Valmyndigheten
Valmyndigheten er et svensk statligt forvaltningsorgan med ansvar for gennemførelse af valg, folkeafstemninger og folkeinitiativer. Valmyndigheten blev oprettet 1. juli 2001 og overtog sine opgaver fra Riksskatteverket.
Valmyndigheten er underlagt det svenske justitsministerium, og dets afgørelser kan indklages for Valprövningsnämnden.